# 达利尤尔
达利尤尔（Dhaliyur），是印度泰米尔纳德邦Coimbatore县的一个城镇。总人口8579（2001年）。

## 人口
该地2001年总人口8579人，其中男性4430人，女性4149人；0—6岁人口831人，其中男435人，女396人；识字率65.54%，其中男性为72.57%，女性为58.04%。